# Kostel Narození Panny Marie (Neslovice)
Kostel Narození Panny Marie je římskokatolický chrám v obci Neslovice v okrese Brno-venkov. Je chráněn jako kulturní památka České republiky. Je farním kostelem neslovické farnosti.

## Historie
Kostel v Neslovicích byl postaven v pozdně barokním slohu v letech 1782–1784. Jedná se o jednolodní chrám s půlkruhově ukončeným kněžištěm a zvonicí nad západním průčelím se vchodem. K jižní straně kostela přiléhá sakristie. Někdy během druhé poloviny 19. století byla přistavěna před západní průčelí předsíň a k severní straně kněžiště čtyřboká kaple Božího hrobu.